# Papa Legba

Veve de Papa Legba

En el vudú haitiano, Papa Legba o simplemente Legba es el protector del mundo espiritual y el mediador entre el hombre y los Loa, que son los espíritus o dioses menores. Se encuentra en una encrucijada espiritual entre permitir (o denegar) el permiso para hablar con los espíritus que habitan en Guinee, que es el mundo de los espíritus, una referencia a la patria africana a donde los esclavos esperaban que sus almas pudieran ser devueltas después de la muerte. Se cree que Legba habla todas las lenguas humanas. Siempre es el primero y el último en la invocación de los espíritus, debido a que su permiso es necesario para cualquier comunicación entre los mortales y la Loa, es aquel que abre y cierra los portales.
Por ello, y para neutralizar el poder que tiene este espíritu, todas las ceremonias vudú se inician con el siguiente canto:

"Oh, buen Legba, escúchame: ábreme la barrera.
Papá Legba, ábreme la barrera.
Abreme la barrera para que pueda entrar.
Vudú Legba, ábreme la barrera.
Daré gracias a los loas cuando vuelva. 

Ababó".

## Apariencia

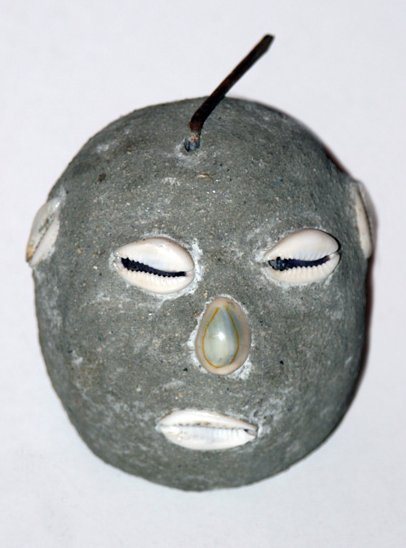
Aparencia de Legba.

En Haití, Legba además es representación de la gran elocuencia, por así decirlo. Facilita la comunicación, el habla y la comprensión. 
En el panteón Yoruba, al que se rinde culto en Nigeria, Cuba, Brasil, República dominicana y otras partes de la diáspora Yoruba, Eleggua se asocia sobre todo con Papa Legba, ya que ambos comparten el papel de ser el dios de las encrucijadas. A diferencia de Papa Legba, sin embargo, Eleggua es un niño tramposo. Legba también comparte similitudes con Orunmila, el orisha de la profecía que enseñó a la humanidad cómo utilizar el oráculo de poderoso llamado Ifá. Por lo general, aparece como un anciano con una muleta o con un bastón, que lleva un sombrero de paja de ala ancha y una pipa, o como agua de riego. El perro es sagrado para él. Debido a su posición como "portero" entre los mundos de los vivos y los misterios, se le identifica a menudo con San Pedro, que ocupa una posición comparable en la tradición católica. También es representado en Haití como San Lázaro, o San Antonio.

## Vistas alternativas
En Benín y Nigeria, Legba es visto como joven y viril, a menudo representado con un falo exagerado y con cuernos, y su santuario se encuentra normalmente a la entrada de las aldeas en el campo.
Se lo conoce adicionalmente como: Legba, Atibon Legba, Legba Atibon, Ati-Gbon Legba, Kalfu, Kalfou.

## En la cultura popular
En la novela de 1949 El reino de este mundo, por Alejo Carpentier, Solimán le da a Pauline Bonaparte una mascota de Papa Legba para un viaje seguro de regreso a Europa debido al brote de fiebre amarilla. Más tarde, cuando está en Roma, el enfermo Solimán intenta alcanzar al dios Legba. También en esta novela, se hace referencia a Papa Legba como "el señor de los caminos", en la escena en la que Ti Noel descubre un gran árbol nudoso que es comparable a las muletas de Legba después de liberarse de la esclavitud.
En la novela de 1972, Mumbo Jumbo, por Ishmael Reed, el personaje principal es un sacerdote vudú llamado Papa Labas en honor a Papa Legba.
En su estudio del Delta blues, Robert Palmer analiza la aparición de Legba en las letras y la tradición del blues. Palmer señala que Legba puede ser identificado como "el diablo", "Papa Legba" y "El hombre negro" a lo largo de la historia del blues. Esto también queda claro en el texto del etnomusicólogo Bruno Blum para la caja del CD Voodoo in America, donde se hace referencia a Papa Legba, deidad de caminos y encrucijadas, en la canción icónica "Crossroads" de Robert Johnson es explicado.
En la novela de 1983 Alabanza a la viuda de Paule Marshall, Parte III ("Lavé Tête"), Papa Legba aparece disfrazado para guiar a la heroína Avey Johnson cuando ha llegado a una encrucijada crucial en su vida.
En 1982, Elton John lanzó una cara B del Reino Unido titulada "Hey, Papa Legba", con letra de su colaborador Bernie Taupin. Los grupos musicales Talking Heads, The Smalls, Angel Band, Sun City Girls y Sun God también han hecho canciones con su nombre. La canción de Talking Heads se puede encontrar en su álbum de 1986 (y la banda sonora de la película de David Byrne del mismo nombre), True Stories; la canción de Talking Heads ha sido versionada regularmente por Widespread Panic, cuya interpretación de la canción se puede escuchar en su álbum en vivo, Light Fuse, Get Away.
Papa Legba es invocado por el personaje de Marvel Comics, Hermano Vudú, como apoyo. Esta versión del personaje, conocido como "Eso que se encuentra en la encrucijada", aparece en la serie de televisión de la segunda temporada de Cloak & Dagger. Adopta la forma del cadáver mutilado del oficial Fuchs (interpretado por Lane Miller) y un joven Tyrone Johnson (interpretado por Maceo Smedley III). Si bien afirma que Papa Legba es uno de sus nombres, también afirma ser sinónimo de San Pedro. Tandy Bowen comienza a referirse a él como "Papa Mysterious".
El episodio de 2014 "Danse Vaudou" de Constantine tiene a Papa Legba convocado por el personaje Papa Midnight para abrir un canal que permita a los vivos hablar y lograr un cierre con los muertos.
Papa Legba se menciona en la película de terror de 2014, Jessabelle, donde se le pide que abra la puerta para que un espíritu muerto regrese a los vivos.
En la tercera temporada de la serie de televisión American Horror Story de FX titulada Coven aparece en 3 capítulos interpretado por Lance Reddick y luego hace otra aparición en la octava temporada Apocalypse
En la serie animada Castlevania: Nocturne, Annette invoca a Papa Legba, quien está representado como un hombre con sombrero, antes de adentrarse en el mundo de espíritus.